# Univerzitní liga ledního hokeje
Univerzitní liga ledního hokeje (ULLH) je vysokoškolská univerzitní soutěž v ledním hokeji, fungující pod záštitou České asociace univerzitního hokeje, kterou v současnosti tvoří celkem dvanáct týmů.

## Poslání
Cílem ULLH je vytvořit vrcholovou univerzitní ligu ledního hokeje, která bude navazovat na juniorský hokej a nabídne možnost skloubení s plnohodnotným vysokoškolským studiem. Propojení vzdělání vystihuje motto soutěže "Jedna cesta, dva cíle".
ULLH se zasazuje o zatraktivnění hokeje z pohledu rodičů s vidinou spojení vzdělání a vrcholového hokeje, a tím se snaží přinést mimo jiné i předpoklad rozšíření hokejové základny a zvýšit úspěšnost absolvování hokejového systému.
Další cíl představuje snahu přinést univerzitám novou platformu pro zviditelnění, zatraktivnění akademického života s možností zapojení i ne hokejistů do života svého týmu s velkým mediálním dosahem a příležitostí získání nových studentů.

## Systém soutěže

### Základní část
Základní část se hraje od září do půlky března, všechny týmy se utkávají dvakrát systémem Každý s každým. Celkem se tedy odehraje 22 kol.

### Play-off
Po základní části následuje play-off, do kterého postoupí 10 nejlepších týmů po základní části. Prvních 6 mužstev postupuje přímo do čtvrtfinále, zbylé 4 týmy se utkají v předkole, systémem 7. proti 10. a 8. proti 9.
Před čtvrtfinále si první čtyři nejlepší kluby po základní části zvolí své soupeře pro dané kolo play-off. Poté probíhá volba i na semifinále, kde se znovu klade důraz na postavení po základní části.
Čtvrtfinále a semifinále se hraje na dva vítězné zápasy, finále pak na 3 vítězná utkání.
Vítěz finále se stává Mistrem ULLH a získává Pohár Jana Palacha. Konečné druhé až osmé místo je určeno úspěšností týmů v play-off v návaznosti na postavení po základní části.

## Týmy ULLH

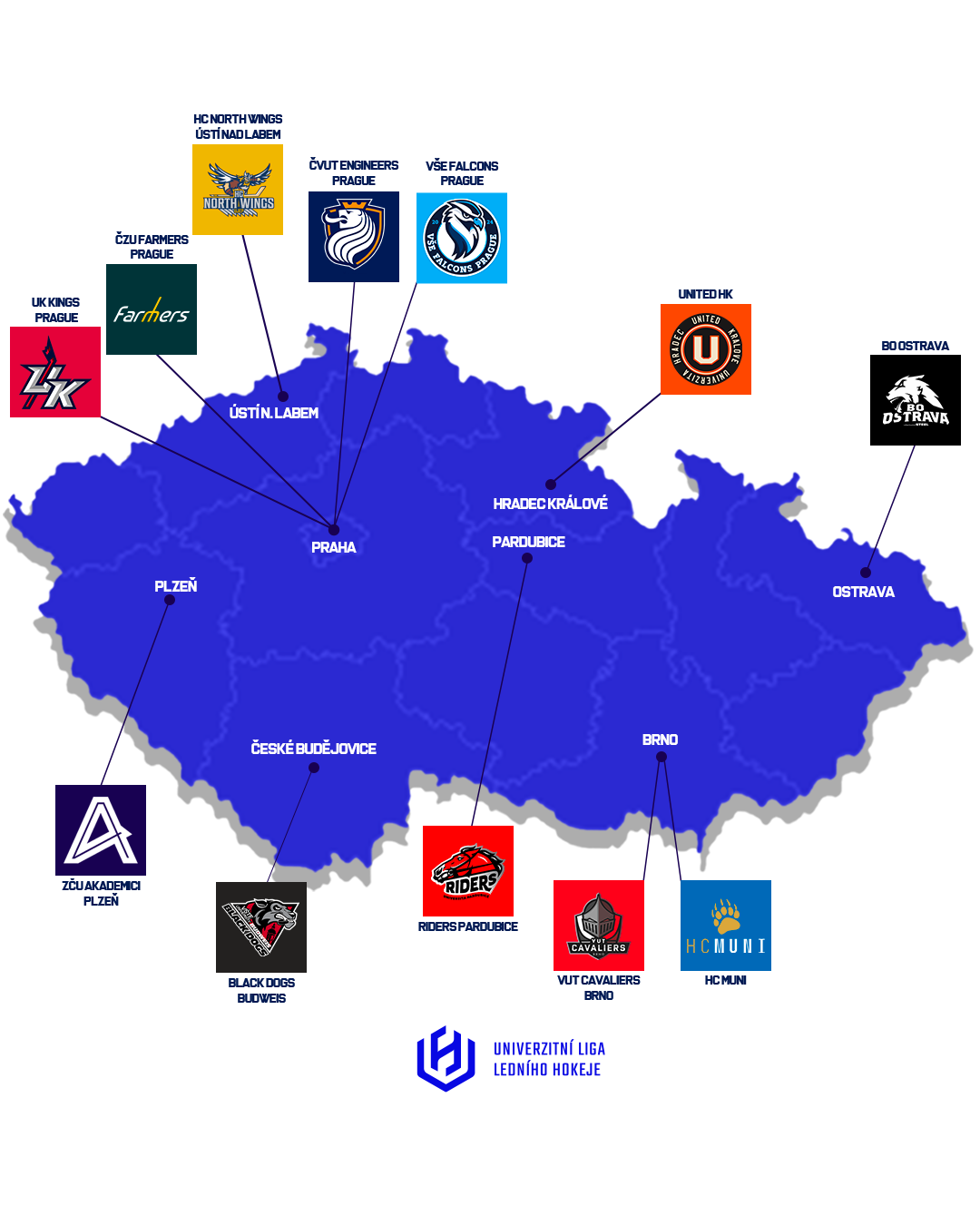

| Tým                         | Město            | Aréna                                     | Kapacita      | Vysoká škola                                     |
| --------------------------- | ---------------- | ----------------------------------------- | ------------- | ------------------------------------------------ |
| HC MUNI                     | Brno             | HHDM / Winning Group Arena                | 500 / 7700    | MUNI                                             |
| VUT Cavaliers Brno          | Kuřim            | Zimní stadion Kuřim / Winning Group Arena | 400 / 7700    | VUT, Univerzita obrany, NEWTON                   |
| UK Kings Prague             | Praha            | Škoda Icerink / ZS Eden                   | 200 / 5 138   | Univerzita Karlova                               |
| ČVUT Engineers Prague       | Praha            | ZS Hvězda                                 | 700           | ČVUT                                             |
| ZČU Akademici Plzeň         | Plzeň            | ICE ARENA Plzeň / LogSpeed CZ Aréna       | 300 / 7 700   | Západočeská univerzita, Lékařská fakulta v Plzni |
| VŠE Falcons Prague          | Praha            | ICE Arena Kateřinky                       | bude oznámeno | VŠE                                              |
| ČZU Farmers Prague          | Praha            | Sportovní hala Fortuna                    | 13 238        | ČZU                                              |
| UNIted HK                   | Hradec Králové   | ČPP aréna                                 | 6 890         | Univerzita Hradec Králové                        |
| Riders Univerzita Pardubice | Pardubice        | Enteria arena                             | 10 088        | Univerzita Pardubice                             |
| HC North Wings              | Ústí nad Labem   | ZS Ústí nad Labem                         | 6 500         | UJEP                                             |
| BO OSTRAVA Vítkovice Steel  | Poruba           | Malá multifunkční hala u Ostravar Arény   | 502           | Ostravská univerzita, VŠB                        |
| Black Dogs Budweis          | České Budějovice | Hokejové Centrum Pouzar                   | 300           | VŠTE                                             |

Poznámky
1. 1 2  V rámci Hokejového souboje univerzit, tedy zápase proti VUT hraje MUNI svůj domácí zápas ve Winning Group Aréně.
2. ↑  Vybrané domácí zápasy hrají hokejisté UK na Zimním stadionu Eden.
3. ↑  Vybrané domácí zápasy hrají Akademici v LogSpeed CZ Aréně.

## Historie

### 2017
Samotná příprava projektu Univerzitní ligy ledního hokeje započala v roce 2017, kdy zástupci projektu navázali kontakt s ČSLH, se kterým se dohodli na budoucí spolupráci, což stvrdili podpisem memoranda.

### 2018
Roku 2018 započala jednání s MŠMT, ČAUS, ČOV a jednotlivými univerzitními týmy, které do té doby fungovali v rámci projektu EUHL.

### 2019/2020
V rámci potřeby zastřešení celého projektu byla v roce 2019 zahájena spolupráce s ČAUH, která celý projekt vzala pod svá křídla. V návaznosti na to započala příprava spuštění prvního ročníku v rychlém sledu událostí.
Pro první ročník soutěže (2019/20) bylo potvrzeno 8 účastníku, kterými byli: Engineers Prague, Masaryk University, Black Dogs Budweis, Akademici Plzeň, UK Hockey Prague, HCUP Olomouc, BO Ostrava, VUT Cavaliers Brno.
Tiskové konference, na které byl oznámen vznik ULLH, se 1. srpna 2019 v Síni slávy českého hokeje zúčastnili Ondřej Šebek za UNI Sport CZ a Tomáš Hlaváč za ČAUH. Svou podporu lize na této konferenci vyjádřili předseda ČSLH Tomáš Král i předseda České konference rektorů Petr Sklenička. Na konferenci byl také oznámeni generální partner soutěže, společnost Tipsport, a také marketingový partner ligy, BPA Sport Marketing.
Historicky první utkání soutěže se odehrálo dne 22. září 2019 mezi Akademiky Plzeň a Black Dogs Budweis. Plzeňští v něm zvítězili 6:3.
Vítězem prvního ročníku soutěže se stali Engineers Prague. Tým z Prahy zvítězil v základní části a následně mu byl přisouzen také mistrovský titul, jelikož play-off muselo být v důsledku pandemie covidu-19 zrušeno.

### 2020/2021
Před sezonou 2020/21 se do ULLH přihlásily a následně i vstoupily dva nové týmy - HC North Wings a Riders Univerzita Pardubice. Liga se tak rozrostla na deset členů.
Po necelých dvou kolech tohoto ročníku však opět promluvila pandemie covid-19 a sezóna musela být předčasně ukončena.

### 2021/2022
Sezóna 2021/22 se naopak nesla ve znamení jistoty a prosperity celého projektu - hlavním partnerem soutěže se stala společnost Kaufland, partnerem ligy se stala taktéž společnost Střída sport.
Během tohoto ročníku dokázal univerzitní hokej vyprodat Winning Group Arenu, do které na Brněnské derby mezi VUT Cavaliers Brno a HC MUNI zavítalo 7 700 fanoušků, což znamenalo stanovení diváckého rekordu ligy. Univerzitní hokej dokázal v této sezóně vyprodat i RT Torax Arenu, kam na souboj OSU proti VŠB – TUO přišlo 4 200 diváků.
Celý ročník opanoval tým UK Hockey Prague, který nejprve zvedl nad hlavu pohár pro vítěze základní části, a následně také Pohár Jana Palacha.

### 2022/2023
V listopadu 2022 dokázalo Ostravské derby téměř vyprodat Ostravar Arénu. 8 504 přítomných fanoušků vytvořilo nový divácký rekord této akce.
Vítězem základní části se stali Engineers Prague, kteří však ve finále nestačili na Akademiky Plzeň.

### 2023/2024
Před sezónou 2023/2024 oznámil tým Olomouce odstoupení ze soutěže z důvodu nedostatku technického zázemí, finančních nedostatků a nedostatku hráčů. Sezóna tak probíhala za účasti devíti týmů.
Ačkoliv jeden z týmů ubyl, přibyl naopak nový partner - společnost RedBull.
V říjnu 2023 stanovilo Ostravské derby nový divácký rekord českého univerzitního sportu, když Ostravar Arénu navštívilo 9 100 diváků.
Vítězem základní části se stal tým Black Dogs Budweis, kterému se stal osudným výběr soupeře pro semifinále. UK Kings Prague totiž budějovické mužstvo přehráli a postoupili do finále. V repríze finále 2021/22 UK Kings vyzvali Akademiky. Celek z Univerzity Karlovy zvítězil 3:0 na zápasy a získal tak svůj druhý Pohár Jana Palacha.
Na závěr celé sezóny se podařilo představitelům ULLH domluvit utkání s týmem z Cornell University hrající v NCAA, proti kterému nastoupil výběr ULLH. Při příležitosti vytvoření výběru ULLH došlo také ke srovnání s nejstarším hokejovým týmem na světě - McGill University Redbirds, který v rámci předsezónní přípravy taktéž dorazil do Čech.

### 2024/2025
Před sezonou 2024/25 se do ligy přihlásily a následně i vstoupily další tři nové týmy: VŠE Falcons Prague, ČZU Farmers Prague a UNIted HK. Tím se liga rozrostla na současných dvanáct členů.
Společně s expanzí co do počtu týmů, došlo také k expanzi na poli partnerů, když se společnost ČSOB stala novým generálním partnerem soutěže. Společně s ní byli do týmu partnerů přibráni společnosti Bauer, Kappa a Pivo Proud.
V rámci návštěvnosti došlo k překonání diváckého rekordu českého univerzitního sportu, když 7. listopadu do Sportovní haly Fortuna na semifinálová utkání Bitvy o Prahu přišlo 9 200 diváků.
V základní části dominovali Black Dogs Budweis, kteří se stali jejím vítězem, když prohráli pouze jediné utkání, a to hned to úvodní proti UK Kings Prague. Jakoby již toto první utkání předznamenalo osud celé sezony, jelikož naopak UK Kings Prague potvrdili svou dominanci v ULLH v rámci Play-off. Po strhující finálové sérii zvítězili 2:1 na zápasy právě nad Black Dogs Budweis a mohli slavit mistrovský titul za sezónu 2024/2025. Pro tým z hlavního města se jednalo o back-to-back triumf, navazující na titul z předchozího roku, a zároveň o třetí mistrovský pohár za poslední čtyři sezóny.

## Vítězové ULLH
| Sezóna  | Vítěz základní části                    | Celkový vítěz                             | Poražený finalista                        | Na utkání                                 | Sestava mistra                          | Trenéři mistra                          |
| ------- | --------------------------------------- | ----------------------------------------- | ----------------------------------------- | ----------------------------------------- | --------------------------------------- | --------------------------------------- |
| 2019/20 | Engineers                               | play-off zrušeno kvůli pandemii covidu-19 | play-off zrušeno kvůli pandemii covidu-19 | play-off zrušeno kvůli pandemii covidu-19 | Zde                                     | Daniel Fuks a Daniel Kolář              |
| 2020/21 | sezóna zrušena kvůli pandemii covidu-19 | sezóna zrušena kvůli pandemii covidu-19   | sezóna zrušena kvůli pandemii covidu-19   | sezóna zrušena kvůli pandemii covidu-19   | sezóna zrušena kvůli pandemii covidu-19 | sezóna zrušena kvůli pandemii covidu-19 |
| 2021/22 | UK Hockey                               | UK Hockey                                 | Akademici                                 | 2 : 1                                     | Zde                                     | Aleš Hybner                             |
| 2022/23 | Engineers                               | Akademici                                 | Engineers                                 | 3 : 1                                     | Zde                                     | Tomáš Ceperko                           |
| 2023/24 | Budweis                                 | UK Kings                                  | Akademici                                 | 3 : 0                                     | Zde                                     | Aleš Hybner                             |
| 2024/25 | Budweis                                 | UK Kings                                  | Budweis                                   | 2 : 1                                     | Zde                                     | Dominik Havelka                         |

## Přehled medailových umístění v ULLH
| Klub      | Tituly | Vítězné ročníky           | Stříbrná medaile | Bronzová medaile |
| --------- | ------ | ------------------------- | ---------------- | ---------------- |
| Kings     | 3      | 2021/22, 2023/24, 2024/25 | 0×               | 1×               |
| Akademici | 1      | 2022/23                   | 2×               | 1×               |
| Engineers | 1      | 2019/20                   | 1×               | 0×               |
| Budweis   | 0      |                           | 1×               | 2×               |

## Počet vyhraných sérií v play-off
Tučně jsou zvýrazněni účastníci ULLH 2024/25.
| Počet titulů | Klub                        | S  | V  | P  |
| ------------ | --------------------------- | -- | -- | -- |
| 3            | UK Kings Prague             | 11 | 24 | 9  |
| 1            | ZČU Akademici Plzeň         | 11 | 20 | 9  |
| 0            | HC MUNI                     | 3  | 3  | 7  |
| 0            | HC North Wings              | 3  | 1  | 7  |
| 0            | Black Dogs Budweis          | 9  | 13 | 11 |
| 0            | BO OSTRAVA                  | 3  | 0  | 7  |
| 0            | HC UPOL                     | 2  | 3  | 2  |
| 1            | ČVUT Engineers Prague       | 7  | 10 | 11 |
| 0            | Riders Univerzita Pardubice | 3  | 0  | 7  |
| 0            | VUT Cavaliers Brno          | 1  | 0  | 2  |
| 0            | VŠE Falcons Prague          | 2  | 2  | 2  |
| 0            | ČZU Farmers Prague          | 0  | 0  | 0  |
| 0            | UNIted HK                   | 1  | 0  | 2  |

## Nejvyšší počet získaných bodů v základní části
| Pořadí | Sezona  | Klub               | Počet bodů | Počet utkání |
| ------ | ------- | ------------------ | ---------- | ------------ |
| 1.     | 2024/25 | Black Dogs Budweis | 63         | 22           |
| 2.     | 2019/20 | Engineers Prague   | 55         | 20           |
| 3.     | 2022/23 | Engineers Prague   | 48         | 18           |
| 4.     | 2022/23 | Akademici Plzeň    | 47         | 18           |
| 5.     | 2021/22 | UK HOCKEY PRAGUE   | 46         | 18           |
| 6.     | 2023/24 | Black Dogs Budweis | 43         | 18           |

## Návštěvnost
| Sezóna  | Základní část | Play off | Nejvyšší návštěvnost       | Ø v ZČ | Nejnižší návštěvnost               | Ø v ZČ |
| ------- | ------------- | -------- | -------------------------- | ------ | ---------------------------------- | ------ |
| 2019/20 | 208           | —        | BO OSTRAVA Vítkovice Steel | 479    | UK HOCKEY PRAGUE                   | 75     |
| 2020/21 | —             | —        | —                          | —      | —                                  | —      |
| 2021/22 | 239           | 250      | HC MUNI                    | 837    | HC Univerzita Palackého v Olomouci | 64     |
| 2022/23 | 291           | 433      | VUT Cavaliers Brno         | 966    | HC Univerzita Palackého v Olomouci | 36     |
| 2023/24 | 460           | 287      | ČVUT Engineers Prague      | 1 234  | Black Dogs Budweis                 | 131    |